# Adele Goldberg

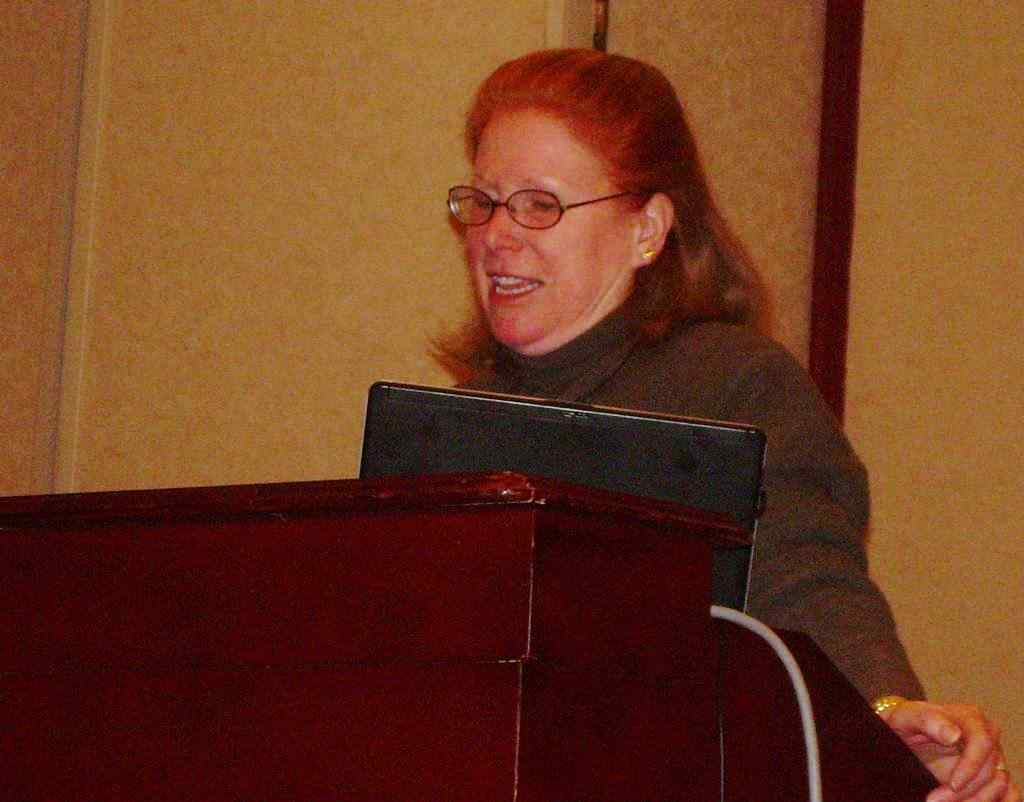
Adele Goldberg (2007)

Adele Goldberg (Cleveland (Ohio), 22 juli 1945) is een Amerikaanse informaticus.
Tijdens de ontwikkeling van Smalltalk bij het bedrijf Xerox PARC was zij een bekende figuur in de wereld van deze programmeertaal tot deze werd overschaduwd door de programmeertaal Java. Haar betrokkenheid bij de opleiding kwam de vormgeving en de ontwikkeling van Smalltalk ten goede, een positieve invloed die bleef behouden totdat Xeroc PARC werd verlaten en Smalltalk op de commerciële toer ging en haar loopbaan een andere wending nam. Xeroc PARC werd namelijk ingeruild voor de mede door haar opgerichte dochteronderneming ParcPlace Systems. Bij deze firma was ze bestuurlijk actief: ze werd er lid van de raad van bestuur en later ook directeur.
- Association for Computing Machinery: 81332500811
- Bibliothèque nationale de France: cb12541122z (data)
- CiNii: DA00148602
- DBLP: g/AdeleGoldberg
- Gemeinsame Normdatei: 132191067
- International Standard Name Identifier: 0000 0000 6650 7358
- Library of Congress Control Number: n82091660
- Bibliotheek van het Japanse parlement: 00441140
- Nationale bibliotheek van Australië: 36534268
- Nationale Bibliotheek van Israël: 987007457805905171
- Système universitaire de documentation: 034682163
- Trove: 1277644
- Virtual International Authority File: 94780281
- WorldCat: E39PBJhMgrYpwxmW4PjfhBQyVC